# St. Marien (Loga)

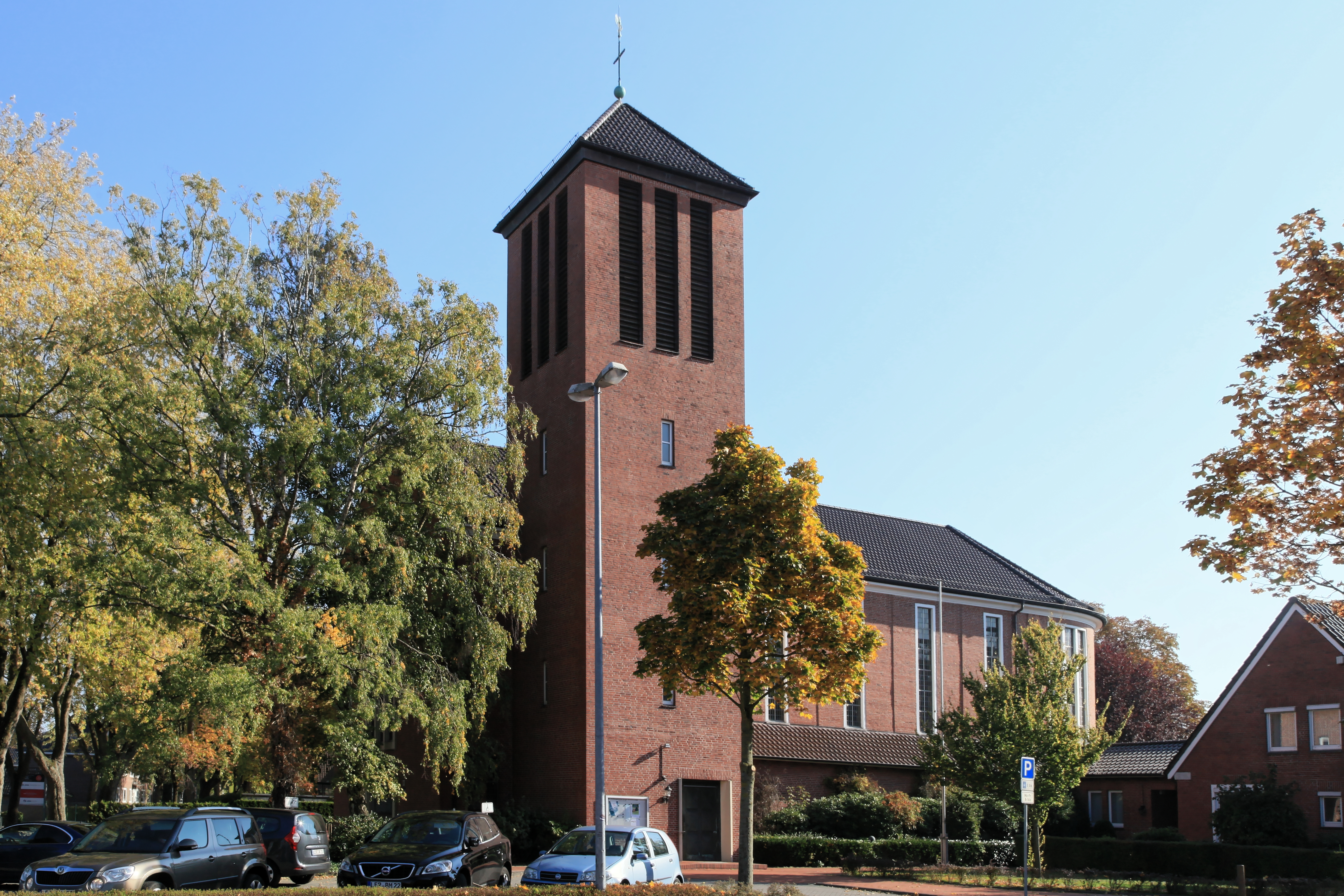
St. Marien in Leer-Loga von Westen

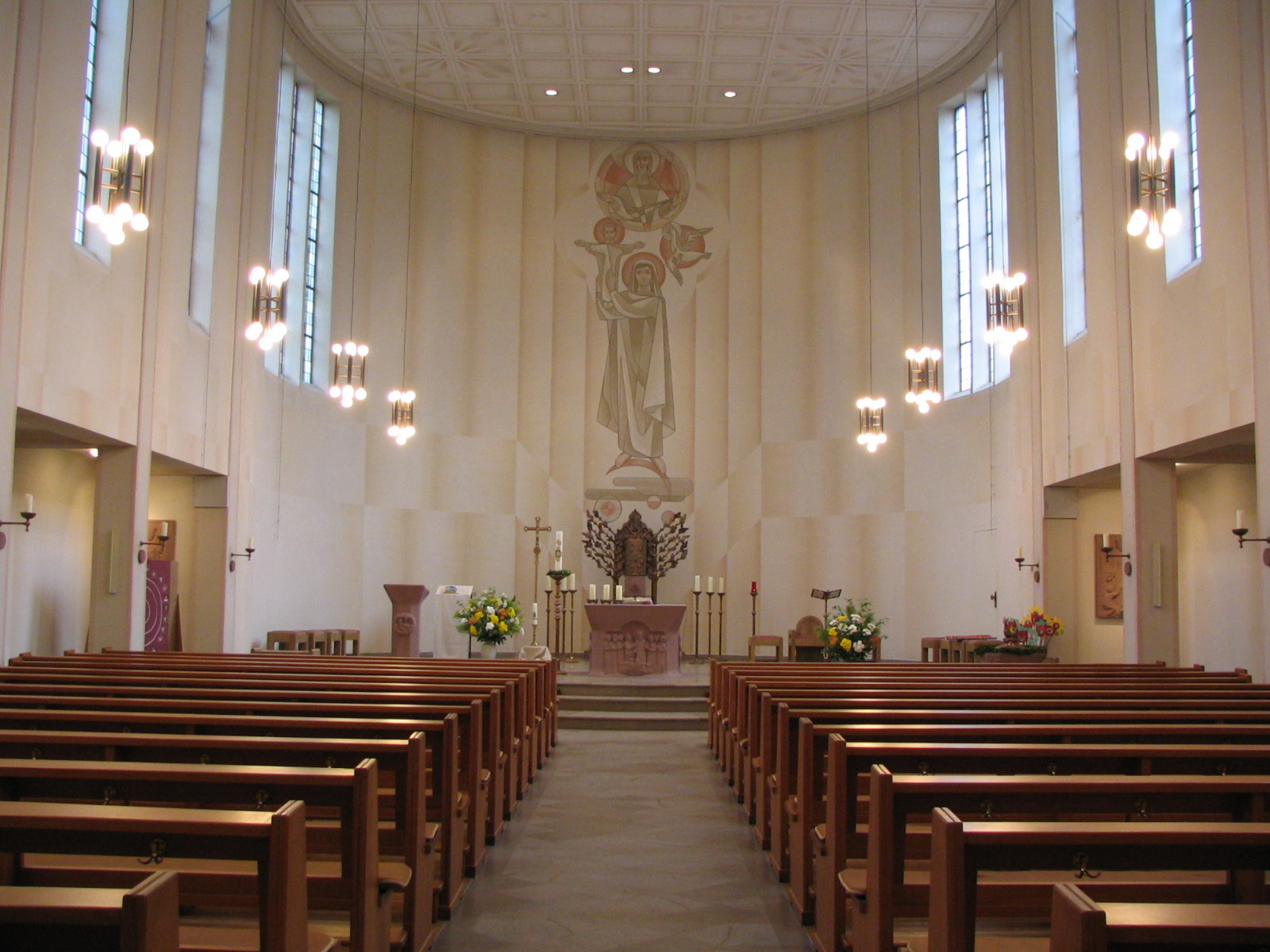
Blick zum Altarbereich

St. Marien (Maria Königin) ist die römisch-katholische Kirche in Leer-Loga (Ostfriesland). Das denkmalgeschützte Gotteshaus wurde 1955 als Quasipfarrei von St. Michael in Leer errichtet. Seit 2018 sind beide Gemeinden zur Pfarrei Seliger Hermann Lange fusioniert.

## Geschichte
Nach Einführung der Reformation war Ostfriesland vollständig evangelisch geworden. Im Zuge der Truppenbewegungen im Dreißigjährigen Krieg kamen wieder Katholiken nach Ostfriesland. Andere wanderten infolge des Pestjahres 1623 oder aus wirtschaftlichen Gründen aus dem Münsterland ein, das aufgrund der Gegenreformation wieder rekatholisiert worden war. 1643 entstand in Leer eine katholische Missionsstation mit 15 Kommunikanten, die mit jährlich 50 Gulden einen Priester finanzierten. 1658 waren es 120 Kommunikanten. Ein Militärgeistlicher betreute von 1678 bis 1744 die kaiserliche Schutztruppe Leers, die Salvegarde. Um 1700 wurden katholische Gottesdienste in einem Privathaus in Leer durchgeführt. Die wachsende Gemeinde erwarb 1719 ein eigenes Haus, das als gottesdienstlicher Versammlungsraum bald zu klein war. 1728 wurde eine kleine Kapelle in der Kirchstraße gebaut. Nach dem Bau von St. Joseph in Neustadtgödens, dem ersten katholischen Kirchenbau in Ostfriesland nach der Reformation, war die Kapelle in Leer die zweite katholische Kirche in Ostfriesland.
Als Ostfriesland 1744 preußisch wurde, blieb der Feldpriester als Seelsorger der katholischen Gemeinde in Leer. Mehrmals verhinderten die Protestanten den Bau einer größeren Kirche mit einem Kirchturm. Erst 1775 wurde der Bau von St. Michael genehmigt. Als Ostfriesland 1810–1813 zu Frankreich gehörte, wurden die Missionsstationen in Neustadtgödens, Leer, Emden und Norden zu eigenständigen Pfarreien erhoben. Sie gehörten zunächst zum Bistum Münster und wurden 1824 dem Bistum Osnabrück zugeschlagen, das 1835 das Dekanat Ostfriesland bildete.
Wegen des starken Zustroms von Heimatvertriebenen nach dem Zweiten Weltkrieg wuchs die katholische Gemeinde stark, sodass als Kuratiegemeinde St. Marien gegründet wurde. Sie traf sich zunächst im Haus Russell. 1953 beschloss der Kirchenvorstand von St. Michael den Bau einer Kirche im Osten von Leer. Nach der Grundsteinlegung am 8. Dezember 1954 wurde die neue Kirche am 29. Oktober 1955 geweiht. Architekt war J. Feldwisch-Dentrup aus Osnabrück. Ende 1955 umfasste die Gemeinde etwa 1200 Mitglieder. 1956 wurde der Seelsorgebezirk Hesel aufgehoben, zwei Jahre später Filsum, sodass Ende der 1950er Jahre St. Marien um die 1700 Gläubige zu betreuen hatte. Durch die Gebietsreform wurden die Jheringsfehn und Boekzetelerfehn Leer eingemeindet; entsprechend wuchs die Zahl der Katholiken von St. Marien.
Im Jahr 1996 wurde eine eingreifende Innenrenovierung durchgeführt und teils eine neue Kirchenausstattung angeschafft. Durch den Rückgang der Gemeindemitglieder in den 1990er Jahren veranlasst, bildete St. Marien zusammen mit St. Michael und den katholischen Gemeinde Mariä Himmelfahrt in Oldersum, und St. Joseph in Weener einen Gemeindeverbund mit einer Pfarreiengemeinschaft. Zum 1. Januar 2018 fusionierten die beiden Leeraner Gemeinden zur Pfarrei Seliger Hermann Lange im Dekanat Ostfriesland.

## Baubeschreibung

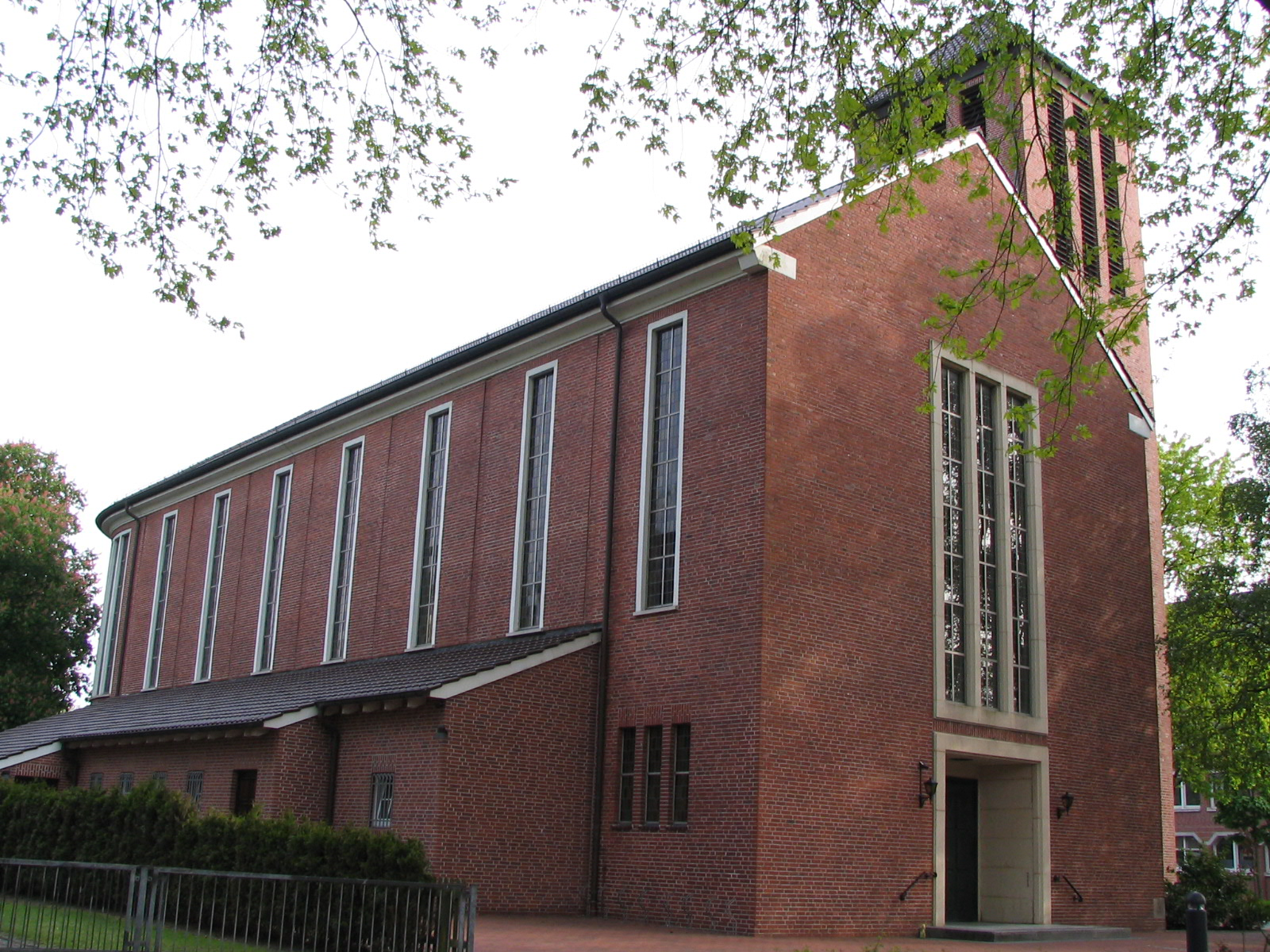
Blick von Norden

St. Marien ist eine Saalkirche aus roten Backsteinen auf rechteckigem Grundriss mit halbrunder Apsis. Der Kirchenbau ist nicht geostet, sondern nach Süd-Südost ausgerichtet. Ein Satteldach bedeckt die Kirche, an deren nordwestlicher Seite ein schlanker Kirchturm vorgebaut ist. Je drei schmale hochrechteckige Schalllöcher sind im Glockengeschoss eingelassen. Das flache Zeltdach wird von einem Turmknauf mit einem schlichten Kreuz sowie von einem Wetterhahn bekrönt. Der Kirchturm dient als Westeingang sowie als Treppenaufgang zur Orgel und zur Glockenstube. Sie beherbergt ein Vierergeläut der Glockengießerei Monasterium Eijsbouts aus dem Jahr 1963.
Sieben hohe schmale Fenster an der östlichen Langseite und fünf an der westlichen belichten das Innere der Kirche. Die Apsis ist im Süden geschlossen, hat aber an der Seite je ein hohes Drillingsfenster. Die Kirche wird durch ein Rechteckportal im Norden unter einem hohen Drillingsfenster erschlossen. Schmale Pultdächer an den Langseiten unterhalb der Fenster deuten Seitenschiffe an.

## Ausstattung

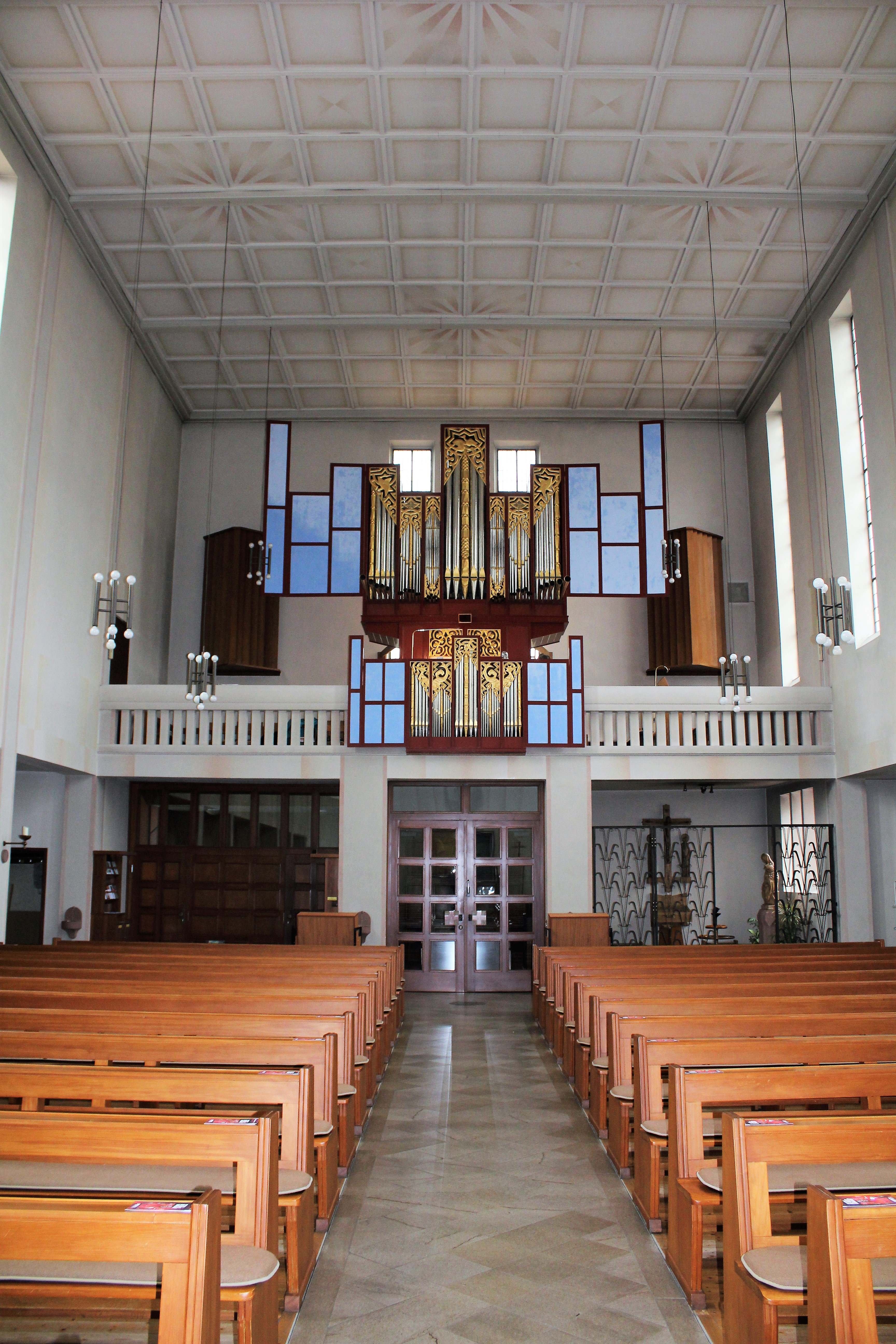
Innenraum von St. Marien

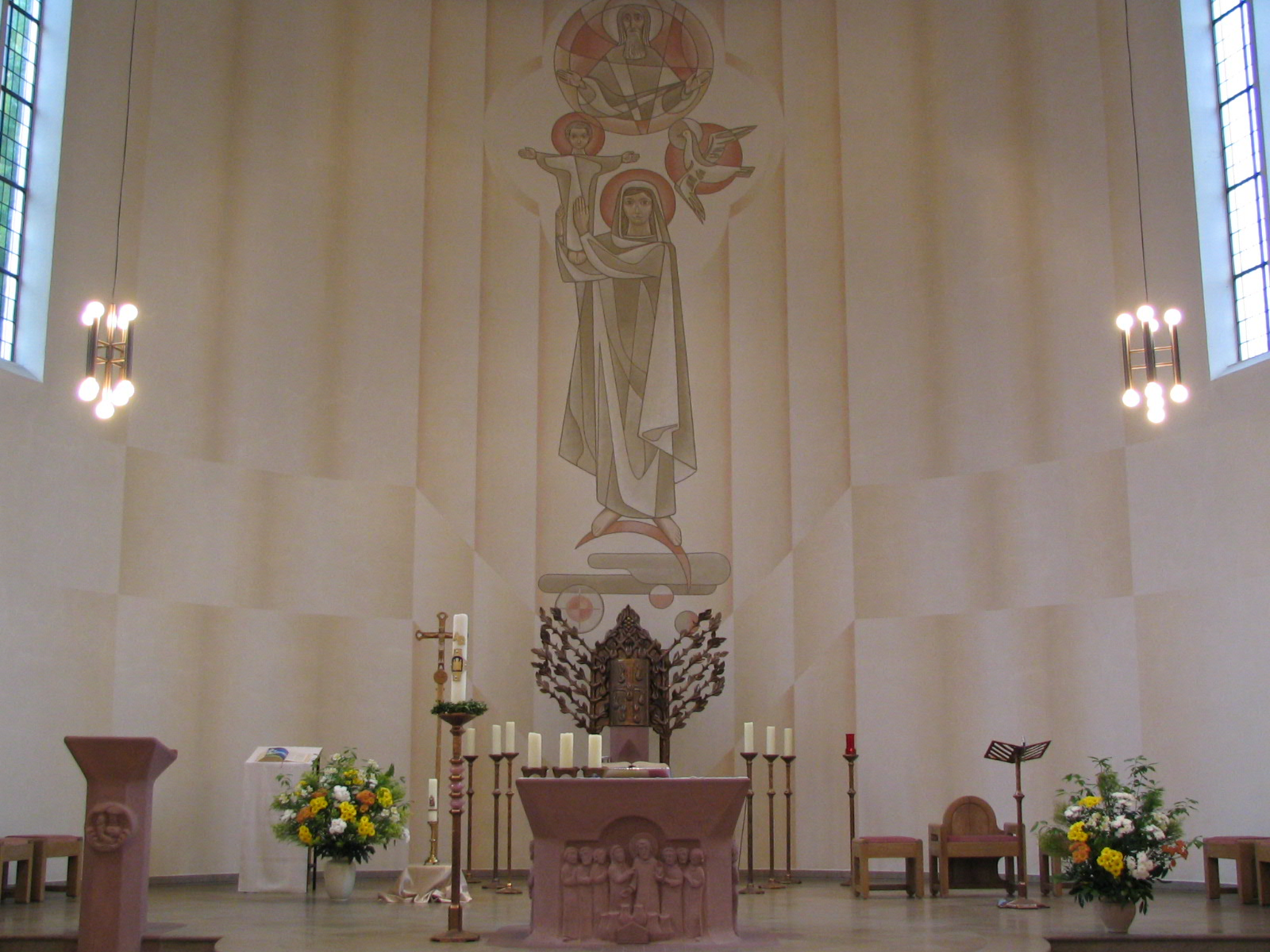
Altarraum

Der Innenraum ist schlicht ausgestattet. Der flachgedeckte Innenraum wird durch eine Kassettendecke abgeschlossen. Im Norden dient die Empore als Aufstellungsort für die Orgel.
Zentral in der Apsis ist die freskoartige Darstellung von Hans Exler (Osnabrück) nach einem Entwurf von Walter Mellmann zu sehen. Sie zeigt Maria, die Himmelskönigin auf der Mondsichel, mit der Dreifaltigkeit auf dem Hintergrund eines Vierpasses: Maria hebt das Jesuskind hoch, während auf der rechten Seite die Taube als Symbol für den Heiligen Geist steht. Darüber breitet Gottvater, umschlossen von einem großen Kreis, seine segnenden Hände aus. Der Sandsteinaltar zeigt als Relief vier Szenen aus dem Evangelium nach Johannes: vorne die Hochzeit zu Kana, hinten die Fußwaschung, links das Speisungswunder und rechts die Frau am Jakobsbrunnen. Der Ambo auf der linken Seite ist ebenfalls aus rotem Sandstein gestaltet und trägt vorne als Motiv den sinkenden Petrus. Das oktogonale Taufbecken aus Sandstein auf der rechten Seite wird von einem Bronzedeckel bedeckt, der Jona mit dem Fisch zeigt. Hinter dem Altar ist auf dem Tabernakel der brennende Dornbusch dargestellt. Davor ist ein Medaillon aus Bronze mit einem eucharistischen Motiv in den Boden eingelassen, ein Pfau (Symbol für den Menschen), der durch die Trauben (Christus) Leben empfängt.
Die schmalen Seitengänge hinter Vierkantpfeilern tragen an den Wänden Darstellungen der Kreuzwegstationen. Am südlichen Ende des östlichen Seitengangs ist der heilige Liudger, der Missionar Ostfrieslands, auf einem Sandsteinrelief zu sehen, im westlichen Seitengang die heilige Hedwig von Andechs, Schutzpatronin der Vertriebenen aus Schlesien. Im Kirchenschiff lässt das schlichte hölzerne Kirchengestühl einen Mittelgang frei.

## Orgel

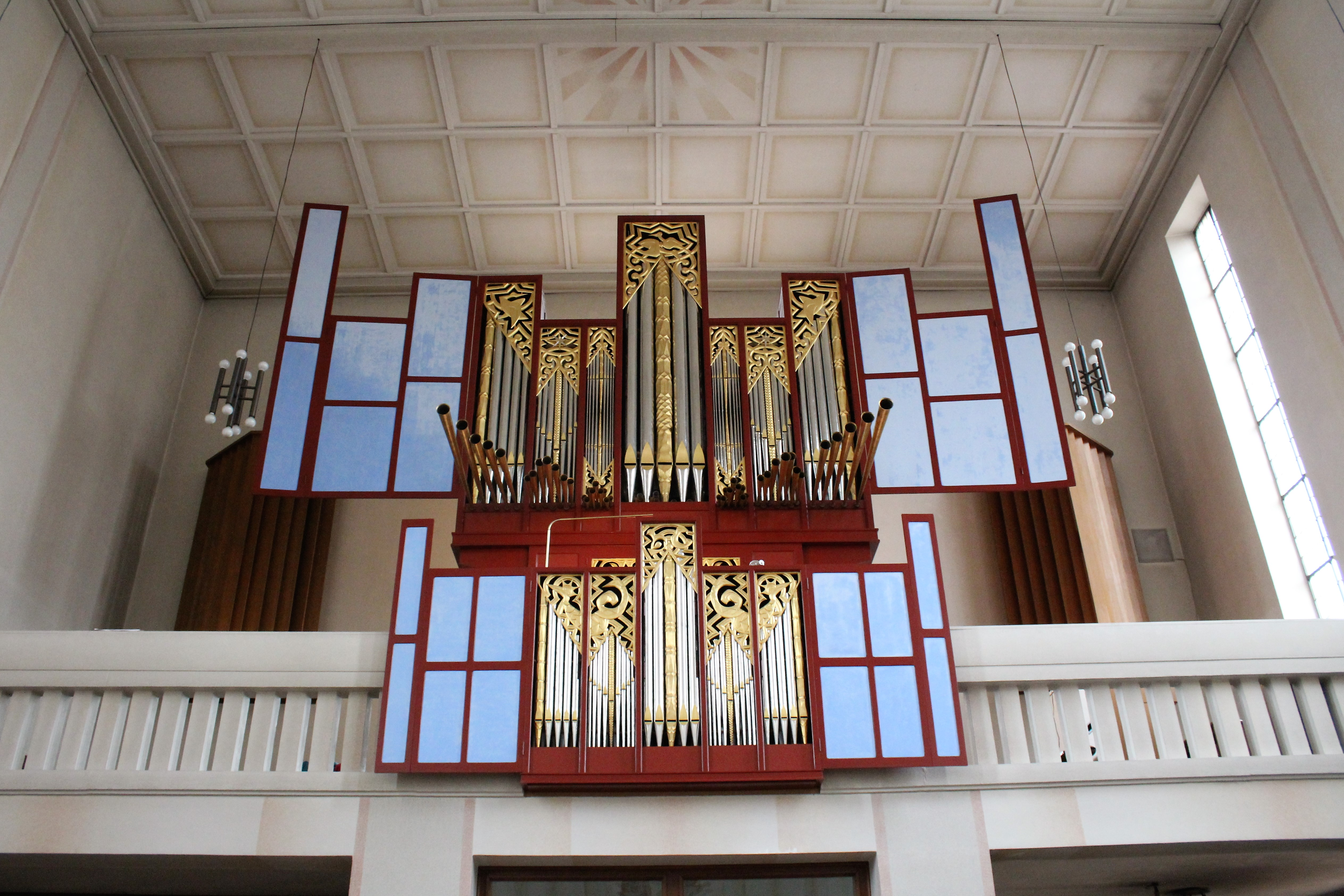
Ahrend & Brunzema-Orgel von 1959

Die Gemeinde erhielt erst 2016 eine Pfeifenorgel, nachdem lange eine elektronische Orgel zur Begleitung des Gemeindegesangs gedient hatte. Das ursprünglich holzsichtige Instrument mit einem Gehäuse aus Eichenholz wurde 1959 von Jürgen Ahrend & Gerhard Brunzema für die Zorgvlietkerk in Scheveningen mit 24 Registern auf drei Manualen und Pedal mit mechanischer Spiel- und Registertraktur gebaut. Berater waren Cornelius H. Edskes und Willem Talsma. Ein Jahr später wurden die Register Fluit 2′ (im Pedal) und Schalmei 4′ (auf eigener Windlade) ergänzt. Im Hauptwerk sind entsprechend altniederländischer Tradition die beiden Register Präestant 8′ und Octaaf 4′ im Diskant verdoppelt. Der flache Prospekt wird durch die Flügeltüren, die Horizontaltrompete im Hauptgehäuse und einige vergoldete ziselierte und bossierte Pfeifen geprägt. Die vergoldeten Schleierbretter nach einem Entwurf des Künstlers Seldenthuis führte der Holzbildhauer Grummer aus Groningen aus. Das siebenachsige Hauptgehäuse hat wie das fünfachsige Rückpositiv in der Emporenbrüstung ein überhöhtes mittleres Flachfeld.
Der erste dreimanualige Neubau des jungen Unternehmens führte in den Niederlanden zu einer Rückbesinnung auf die traditionellen Handwerkstechniken des Orgelbaus. 1976 folgten eine Neuintonation durch Ahrend und eine erste farbliche Fassung, 1993 eine Umsetzung in die Zorgvlietkapel durch Stan Arnauts und 1995 eine Anpassung der Intonation durch Ahrend, später eine neue Fassung. Hendrik Ahrend führte 2002 eine Revision der Orgel durch und baute die Sesquialtera im Bass aus. Nachdem das niederländische Kirchengebäude ab 2009 nicht mehr gottesdienstlich genutzt wurde, wurde das Instrument 2016 an St. Marien verkauft und im selben Jahr transloziert. Als musikalische Temperatur wurde Bach-Kellner gelegt. Die Disposition lautet wie folgt:
| I Rückpositiv C–f3 |       |
| Gedekt             | 8′    |
| Prestant           | 4′    |
| Holfluit           | 4′    |
| Woudfluit          | 2′    |
| Spitsquint         | 1 ⁄3′ |
| Sesquialtera II    |       |
| Scherp II–III      |       |
| Kromhoorn 8'       |       |
| Tremulant          |       |

| II Hauptwerk C–f3 |    |
| Prestant I–II     | 8′ |
| Gedekt            | 8′ |
| Octaaf I–II       | 4′ |
| Superoctaaf       | 2′ |
| Mixtuur IV        |    |
| Trompet           | 8′ |

| III Brustwerk C–f3 |     |
| Spitsgedekt        | 8′  |
| Gedektfluit        | 4′  |
| Prestant           | 2′  |
| Octaaf             | 1′  |
| Ranket             | 16′ |
| Regaal             | 8′  |
| Tremulant          |     |

| Pedal C–f1 |     |
| Bourdun    | 16′ |
| Octaaf     | 8′  |
| Nachthoorn | 4′  |
| Fluit      | 2′  |
| Bazuin     | 16′ |
| Schalmei   | 4′  |

- Koppeln: I/II, III/II, I/P, II/P, III/P
- Zimbelstern

## Glocken
Der 24 Meter hohe Kirchturm beherbergt ein Vierergeläut. Die Glockengießerei Monasterium Eijsbouts (vormals Feldmann & Marschel) aus Münster goss am 29. Oktober 1963 das Geläut, das am 8. Dezember 1963 geweiht wurde. Am 13. Dezember wurden die Glocken aufgehängt und erklangen erstmals am 24. Dezember 1963. Die Tonkombination folgt dem Glockenmotiv Christ ist erstanden.
| Nr. | Name           | Gussjahr | Gießer, Gussort                | Masse (kg) | Durchmesser (mm) | Schlagton |
| --- | -------------- | -------- | ------------------------------ | ---------- | ---------------- | --------- |
| 1   | Christus König | 1963     | Monasterium Eijsbouts, Münster | 1750       | 140              | d1        |
| 2   | St. Ludger     | 1963     | Monasterium Eijsbouts, Münster |            |                  | e1        |
| 3   | St. Hedwig     | 1963     | Monasterium Eijsbouts, Münster |            |                  | g1        |
| 4   | Maria Königin  | 1963     | Monasterium Eijsbouts, Münster |            |                  | a1        |